# Les Petits Ewoks
Les Petits Ewoks est une chanson de Dorothée sortie en décembre 1984. Elle l'enregistre à la demande personnelle de George Lucas créateur des personnages dans Star Wars, épisode VI : Le Retour du Jedi issu de la trilogie originale de Star Wars. 

Les Petits Ewoks raconte l'histoire du téléfilm américain que George Lucas produit : L'Aventure des Ewoks de 1984,,.
Cette chanson sera intégrée à l'album suivant de Dorothée, publié en novembre 1985 : Allô allô Monsieur l'ordinateur.
En 1985, Dorothée reçoit la Victoire de la musique du meilleur « album pour enfants de l’année » avec la chanson Les Petits Ewoks. Elle était en compétition avec Chantal Goya et Douchka.[réf. nécessaire]
La chanson, écrite par Jean-François Porry et composée par Gérard Salesses, deviendra une des plus populaires du répertoire de la chanteuse. C'est son premier titre qui intègre le Top 50, il atteint la 32 ème position et reste classé 12 semaines.  